# Cryptocarya multinervis
Cryptocarya multinervis är en lagerväxtart som beskrevs av Teschn.. Cryptocarya multinervis ingår i släktet Cryptocarya och familjen lagerväxter. Inga underarter finns listade i Catalogue of Life.